# 涂正坤
涂正坤（1897年11月—1939年6月12日），原名涂正生，湖南平江人，中国共产党军事将领。

## 生平

### 早年经历
1925年加入中国共产党。1926年，当选为嘉义区农民协会副会长。马日事变后，化名喻义华，到平江北乡进行秘密工作。1927年9月，参加秋收起义，后转移到连云山白花尖一带进行游击战争，任中共平江第四区区委书记。1928年7月，涂正坤率游击队策应参加平江起义。参与创建红五军和开辟湘鄂赣根据地，先后任平江县苏维埃政府执行委员、中共平江县委组织部长。
1930年，任中共平江县委书记，配合红三军团进攻长沙。1931年9月，涂正坤任湘鄂赣省苏维埃政府执行委员会常务委员、财政部部长。1932年4月，代理省保卫分局局长，执行肃反扩大化的方针。1933年至1934年，先后任中共湘鄂赣省委组织部长和省军区修铜宜奉边作战分区政委。1937年2月，任中共湘鄂赣省委书记，坚持湘鄂赣游击战争。与傅秋涛、钟期光、邓洪、刘玉堂等人号称湘鄂赣红军“五巨头”。

### 抗日战争时期
抗日战争爆发后，涂正坤留在平江，在嘉义镇成立新四军驻平江留守通讯处，涂正坤任主任，同时任中共江西省委副书记。以新四军上校参议的公开身份，从事中共秘密工作。1938年9月，化装赴延安参加中共六届六中全会。1939年6月12日，第九战区第二十七集团军杨森所部围攻平江通讯处，涂正坤和少校副官罗梓铭等身亡，史称“平江惨案”。1939年8月1日，毛泽东在“延安军民追悼平江惨案死难烈士大会”上发表了《必须制裁反动派》的演说。